# Episodi di Fringe (terza stagione)
La terza stagione della serie televisiva Fringe è stata trasmessa in prima visione assoluta negli Stati Uniti d'America da Fox dal 23 settembre 2010 al 6 maggio 2011, ottenendo un'audience media di 5.827.000 telespettatori.
In Italia i primi due episodi della stagione sono stati presentati in anteprima al Fantasy Horror Award il 4 giugno 2011. La trasmissione televisiva è avvenuta in prima visione sul canale pay Steel, della piattaforma Mediaset Premium, dal 4 luglio al 28 novembre 2011; la messa in onda in chiaro è avvenuta su Italia 1 dal 7 novembre al 5 dicembre 2012, ma in forma rieditata perché trasmessa in fascia pomeridiana.
I primi sette episodi sono ambientati alternativamente nei due universi paralleli: gli episodi pari in quello in cui sono prevalentemente ambientate le stagioni precedenti, e sono preceduti dalla solita sigla d'apertura a sfondo blu; quelli dispari in quello alternativo, e per questo sono preceduti da una sigla d'apertura a sfondo rosso. L'ottavo episodio, Missione compiuta, ambientato equamente in entrambi gli universi, presenta per la prima volta una sigla d'apertura mista, che alterna i colori blu e rosso. I seguenti sono ambientati quasi tutti nell'universo principale, ad eccezione di Immortalità e Discendenza di sangue, preceduti entrambi da una sigla rossa.
Soggetto 13 è ambientato nel 1986 ed è presentato dalla stessa sigla a cui seguì l'episodio Peter della seconda stagione, mentre Il giorno in cui siamo morti ha per la prima volta una sigla a sfondo grigio poiché ambientato nel futuro.
| nº | Titolo originale                          | Titolo italiano              | Prima TV USA      | Prima TV Italia   |
| -- | ----------------------------------------- | ---------------------------- | ----------------- | ----------------- |
| 1  | Olivia                                    | Olivia                       | 23 settembre 2010 | 4 luglio 2011     |
| 2  | The Box                                   | La scatola                   | 30 settembre 2010 | 11 luglio 2011    |
| 3  | The Plateau                               | Reazioni a catena            | 7 ottobre 2010    | 18 luglio 2011    |
| 4  | Do Shapeshifters Dream of Electric Sheep? | Sono tra noi                 | 14 ottobre 2010   | 25 luglio 2011    |
| 5  | Amber 31422                               | Ambra 31422                  | 4 novembre 2010   | 1º agosto 2011    |
| 6  | 6955 kHz                                  | 6955 kHz                     | 11 novembre 2010  | 8 agosto 2011     |
| 7  | The Abducted                              | Rapiti                       | 18 novembre 2010  | 15 agosto 2011    |
| 8  | Entrada                                   | Missione compiuta            | 2 dicembre 2010   | 22 agosto 2011    |
| 9  | Marionette                                | Marionetta                   | 9 dicembre 2010   | 29 agosto 2011    |
| 10 | The Firefly                               | La lucciola                  | 21 gennaio 2011   | 5 settembre 2011  |
| 11 | Reciprocity                               | Reciprocità                  | 28 gennaio 2011   | 12 settembre 2011 |
| 12 | Concentrate and Ask Again                 | Concentrati e chiedi         | 4 febbraio 2011   | 19 settembre 2011 |
| 13 | Immortality                               | Immortalità                  | 11 febbraio 2011  | 26 settembre 2011 |
| 14 | 6B                                        | Interno 6B                   | 18 febbraio 2011  | 3 ottobre 2011    |
| 15 | Subject 13                                | Soggetto 13                  | 25 febbraio 2011  | 10 ottobre 2011   |
| 16 | Os                                        | Os                           | 11 marzo 2011     | 17 ottobre 2011   |
| 17 | Stowaway                                  | Passeggera clandestina       | 18 marzo 2011     | 24 ottobre 2011   |
| 18 | Bloodline                                 | Discendenza di sangue        | 25 marzo 2011     | 31 ottobre 2011   |
| 19 | Lysergic Acid Diethylamide                | LSD                          | 15 aprile 2011    | 7 novembre 2011   |
| 20 | 6.02am EST                                | 6.02 a.m. EST                | 22 aprile 2011    | 14 novembre 2011  |
| 21 | The Last Sam Weiss                        | L'ultimo Sam Weiss           | 29 aprile 2011    | 28 novembre 2011  |
| 22 | The Day We Died                           | Il giorno in cui siamo morti | 6 maggio 2011     | 28 novembre 2011  |

## Olivia
- Titolo originale: Olivia
- Diretto da: Joe Chappelle
- Scritto da: J. H. Wyman e Jeff Pinkner

### Trama
Nell'universo alternativo Olivia viene tenuta prigioniera all'interno della Statua della Libertà e viene sottoposta a un trattamento sperimentale con lo scopo di sostituire i suoi ricordi con quelli di Olivia alternativa (F-Olivia, o Folivia). Il trattamento sembra non funzionare, e il Walter alternativo ordina di aumentare le dosi. Durante quest'ultimo tentativo, Olivia riesce a scappare e a raggiungere la terraferma. Qui prende in ostaggio un tassista di nome Henry. Inizialmente Henry non crede che Olivia provenga da un universo parallelo, ma, obbligato, collabora. Olivia si fa portare al teatro dove il gruppo era ritornato all'universo principale: arriva, però, troppo tardi, dato che l'edificio è stata sottoposto a quarantena in ambra. Olivia si fa portare nel luogo dove dovrebbe esserci la sede della Massive Dynamic, scoprendo però che non esiste. A questo punto indica a Henry l'indirizzo di un luogo che crede sicuro; viene quindi portata alla casa della madre di F-Olivia, Marilyn. Olivia entra di nascosto nella casa; inizialmente dice a Marilyn che non è sua figlia, che sua madre è morta quando aveva 14 anni e che non è mai stata in quella casa. Marilyn le chiede, allora, come abbia fatto a trovarla se non ci era mai stata: a questo punto Olivia sembra assumere completamente l'identità di F-Olivia, e viene prelevata dall'agente-amico Charlie Francis. Successivamente, viene spiegato che l'adrenalina rilasciata dal corpo di Olivia durante la fuga ha permesso ai medicinali di fare effetto. Ora, quindi, Olivia è diventata in tutto e per tutto F-Olivia.
L'episodio si conclude nel nostro universo, con Walter e Peter Bishop pronti ad andare avanti, senza sospettare di avere a che fare in realtà con F-Olivia.
- Altri interpreti: Andre Royo (Henry il tassista)
- Ascolti USA: telespettatori 5.830.000 – share 7%[5]

## La scatola
- Titolo originale: The Box
- Diretto da: Jeffrey Hunt
- Scritto da: Josh Singer e Graham Roland

### Trama
All'interno di un'abitazione tre ladri cercano di rubare qualcosa prendendo in ostaggio la famiglia che vive all'interno della casa. Trovato l'oggetto, una strana scatola, i ladri l'aprono. La famiglia ostaggio e i ladri si ritrovano in trance e dopo poco muoiono tutti, tranne uno dei ladri, che fugge via spaventato. F-Olivia  sembra molto coinvolta in questo caso singolare. F-Olivia e Peter, che si trovano in un bar, devono accorrere sulla scena del crimine per investigare, ma Walter sembra non venirne a capo. Egli è un po' instabile emotivamente poiché deve presiedere alla lettura del testamento di William Bell, deceduto alla fine della seconda stagione. Così arriva nella sede della Massive Dynamic e in compagnia di Nina Sharp legge il testamento. Intanto F-Olivia, sempre sotto copertura, indaga sul perché uno dei ladri non sia morto a causa di quest'oggetto misterioso rinvenuto nella casa.
La scatola sfrutta delle onde ultrasoniche che "friggono" il cervello: il terzo ladro è sordo e per questo non è morto.
Bell nel testamento lascia a Walter la chiave di una cassetta di sicurezza ma egli è molto turbato. Ma con una delle sue geniali intuizioni scopre il mistero della scatola. F-Olivia non desta alcun sospetto ma intanto cospira con un altro uomo venuto dall'altro universo.
Il terzo ladro intanto si rivolge a F-Olivia portandogli direttamente la scatola, sperando che lo possa aiutare, ma lei, alla quale serviva avere in possesso l'oggetto, uccide l'uomo.
Newton porta la scatola in una stazione della metrò e lì viene innescata facendo alcune vittime; Peter, per cercare di disattivarla, si offre volontario conscio di rischiare di morire nell'intento. Dopo essere diventato momentaneamente sordo disattiva la scatola, finendo quasi ucciso sotto un treno ma salvato da F-Olivia appena in tempo. La scatola altro non era che un pezzo dell'arma di distruzione dell'universo, progettata da Walternativo.
Walter, alla fine, prende coraggio e va a recuperare il contenuto della cassetta di sicurezza: il suo caro amico William Bell gli ha lasciato in eredità la Massive Dynamic.
- Ascolti USA: telespettatori 5.237.000 – share 5%[6]

## Reazioni a catena
- Titolo originale: The Plateau
- Diretto da: Brad Anderson
- Scritto da: Alison Schapker e Monica Owusu-Breen

### Trama
Nell'universo alternativo, Walternativo spiega a Broyles dell'altro universo la rilevanza di Olivia che può attraversare i due universi senza subire danni e, pertanto, è importante scoprire come sfruttare questo potere. Pertanto, nonostante i dubbi dell'altro Broyles sul fatto di avere in squadra una persona estranea, Walternativo spiega che Olivia deve sottomettersi spontaneamente agli esperimenti scientifici e per farlo deve trovarsi completamente immersa nella vita dell'agente Duhnam che loro conoscono: con l'uso dei farmaci progressivamente assorbirà il nuovo ruolo e "prima o poi il fiume arriverà alla pianura (il Plateau del titolo) e la nuova identità diventerà definitiva".
L'episodio si apre con strani fenomeni che accadono nelle strade di Hoboken nel New Jersey. Le vie del quartiere diventano protagoniste di un fatale incidente che costa la vita a una donna che finisce sotto un bus. Apparentemente sembra che si tratti di un incidente, ma non è così. Viene chiamata sul posto la divisione Fringe alternativa, che inizialmente non sembra tanto coinvolta poiché non c'è nulla che faccia pensare a qualcosa di strano, se non a tante piccole coincidenze. Ma destare l'interesse di Olivia e compagni è la presenza di una penna a sfera, oggetto evidentemente caduto in disuso nell'universo alternativo ormai del tutto digitalizzato.
Altri fatti analoghi si susseguono ed il mistero si infittisce, così che la divisione inizia a supporre che qualcosa o qualcuno faccia accadere queste fatalità di proposito calcolando la successione degli eventi, come un computer, ma con estrema esattezza. Nel frattempo Olivia inizia ad avere delle visioni di Peter, che le fanno venire dei dubbi sulla sua vera identità.
L'uomo che si scopre responsabile delle morti e degli incidenti è Milo, un uomo affetto da un grave deficit cognitivo che, inserito in un progetto assieme ad altri soggetti nelle sue stesse condizioni, viene sottoposto a cure sperimentali per elevare il suo quoziente intellettivo (nootropi). Milo, dopo pochi trattamenti, era diventato sempre più intelligente ed intuitivo riuscendo a calcolare rapidamente tutte le possibili cause ed effetti degli eventi, prevedendo un livello elevatissimo di incroci. A conclusione dei test i medici riconducono queste persone allo stato originario, ma Milo, prevedendo questa prospettiva, cerca di evitare il suo destino uccidendo tutte le persone coinvolte nell'équipe attraverso incidenti generati da eventi casuali. Questo lo rende estremamente pericoloso e sempre più distante dalla sorella Mandy, nominata suo tutor dai medici della sperimentazione.
La squadra di Fringe si mette sulle sue tracce e, sulla scena del terzo incidente, Olivia riesce a individuare Milo che, tuttavia, scappa saltando "alla cieca" da un ponte su un camion che passava sotto: grazie alla sua abilità aveva previsto l'attimo esatto in cui lanciarsi.
Milo, calcolando rapidamente tutti i possibili eventi, cerca di uccidere Olivia. Tuttavia il suo piano fallisce perché basato sul presupposto che Olivia, conoscendo il protocollo, avrebbe perso secondi preziosi nell'usare una bomboletta di ossigeno in una zona inquinata: essendo però i falsi ricordi di Olivia non completamente sedimentati, ella, rischiando inconsapevolmente la vita, riesce a sopravvivere e a catturarlo. L'episodio si conclude con Olivia che nella sua casa sta salutando il suo compagno Frank in partenza. In quel momento l'immagine di Peter compare nuovamente cercando di farle capire chi è e spiegandole di essere riuscita a eludere il piano di Milo per ucciderla perché non conosceva la procedura da attuare in zona di aria inquinata, in quanto lei non appartiene a quell'universo.
- Ascolti USA: telespettatori 5.190.000 – share 5%[7]

## Sono tra noi
- Titolo originale: Do Shapeshifters Dream of Electric Sheep?
- Diretto da: Kenneth Fink
- Scritto da: Matthew Pitts e David Wilcox

### Trama
Il senatore Van Horn rimane coinvolto in un incidente automobilistico. I medici rimangono subito stupiti perché Van Horn continua a respirare sebbene non presenti né battito cardiaco né pressione sanguigna. Proprio mentre stanno per portarlo in sala operatoria, Newton fa irruzione in ospedale e spara ai dottori. Broyles, accorso al capezzale del suo amico, sente gli spari e riesce a colpire il mutaforma. Sentendosi in trappola, Newton spara alla testa del senatore e poi fugge. Quando Broyles si avvicina al cadavere dell'amico, scopre con sconcerto che dalla ferita fuoriesce del mercurio. Peter esprime a Nina le sue perplessità riguardo alla nuova posizione di Walter all'interno della Massive Dynamic. Broyles convoca la squadra all'ospedale e li informa del grave pericolo che stanno correndo: devono assolutamente scoprire da quanto tempo il senatore Van Horn era stato sostituito da un mutaforma e a quali commissioni aveva partecipato. Peter e Walter si accorgono che Newton ha sparato con molta precisione nell'occhio dell'altro mutaforma, e si chiedono se non sia stato un modo per distruggere una qualche forma di alimentazione. Decidono così di tentare di riparare la creatura. F-Olivia intanto comincia a preoccuparsi per la sua copertura e chiama Newton, che l'accusa di non impegnarsi abbastanza nella sua missione e l'avvisa che in questo modo è destinata al fallimento. Walter riesce inavvertitamente a riavviare il mutaforma e lui e il figlio decidono di portarlo alla Massive Dynamic per vedere di rimetterlo in sesto completamente. Walter ha intenzione di trovare la scheda di memoria del mutaforma avvalendosi di stimoli visivi. Nel frattempo Peter e F-Olivia controllano l'ufficio del senatore e le sue ultime pratiche. Peter scopre una cassetta di sicurezza contenente informazioni su tutti loro e su tutti i casi a cui hanno lavorato. F-Olivia chiama Newton e lo avvisa che il mutaforma è ancora vivo. Newton allora avverte un mutaforma sotto copertura da molti anni di cambiare identità e di penetrare all'interno della Massive Dynamic per recuperare il cadavere. L'uomo si dimostra molto restio a seguire gli ordini, perché pare essersi affezionato alla sua famiglia (dimostrando quindi che anche i mutaforma possiedono dei sentimenti), ma alla fine accetta. Walter suggerisce di usare la moglie del senatore per stimolare le emozioni del mutaforma ed accelerare la ricostruzione dei suoi processi neurali, ma l'esperimento apparentemente fallisce. F-Olivia convince gli altri a uscire per mangiare qualcosa, in modo da lasciare libero il campo all'agente di Newton. Walter però ha un'illuminazione e torna al laboratorio. Peter nel frattempo mostra di essersi accorto dei cambiamenti avvenuti nella personalità di F-Olivia, ed ingenuamente esprime le sue perplessità proprio a lei. Walter viene aggredito dal mutaforma (che disubbidendo agli ordini di Newton ha mantenuto la sua identità), che riesce a rubare il congegno di memoria. Peter e F-Olivia tornano di corsa alla Massive Dynamic per cercare Walter. Si trovano faccia a faccia col mutaforma e F-Olivia si offre di inseguirlo mentre Peter cerca il padre. Walter fortunatamente sembra non aver riportato grossi danni nella colluttazione con il mutaforma. F-Olivia finge ovviamente di non essere riuscita a raggiungere il fuggiasco. Walter rivela al figlio che la memoria dei mutaforma risiede alla base della colonna vertebrale. Peter cerca di trovare l'immagine del fuggiasco sulle telecamere di sicurezza. Il mutaforma arriva a casa e trova ad attenderlo Newton, che, resosi conto che l'agente non vuole saperne di cambiare identità, lo uccide. Proprio mentre Newton sta caricando il cadavere nel bagagliaio della macchina, arrivano Peter e F-Olivia, che si gettano al suo inseguimento. L'auto di Newton si schianta contro la parete di un tunnel. F-Olivia riesce a occultare il dischetto e prende in custodia Newton, che viene portato in prigione. La ragazza fa visita al mutaforma in carcere e gli consegna una sottile lamina con un chip elettronico. Il mutaforma la ingerisce e muore. L'episodio si conclude con F-Olivia che invita a casa sua Peter con una scusa e i due fanno l'amore.
- Nota: il titolo è un riferimento al libro di Philip K. Dick Il cacciatore di androidi (Do androids dream of electric sheep?), da cui è stato tratto il film Blade Runner. L'episodio e il libro condividono alcune tematiche.[8]
- Ascolti USA: telespettatori 5.224.000 – share 5%[9]

## Ambra 31422
- Titolo originale: Amber 31422
- Diretto da: David Straiton
- Scritto da: Josh Singer e Ethan Gross

### Trama
Nell'universo parallelo, Olivia ha a che fare con quella che viene definita ambra, materiale isolante utilizzato per quegli edifici da mettere in quarantena. La divisione Fringe viene chiamata in quanto sembra che uno degli uomini intrappolati nell'ambra sia stato preso e portato fuori. Si scopre infatti una cosa sconosciuta prima di allora: queste zone di quarantena sono buchi neri che risucchiano tutto e lo trasportano nell'altro universo, lasciando però i corpi al suo interno vivi, in una fase di trance vegetativo. Dalle indagini, Broyles e i suoi uomini risalgono a un uomo, che però sembra ignaro riguardo alla cosa. In realtà, è stato proprio lui a liberare l'uomo dall'ambra, in quanto era suo fratello gemello. Olivia, non convinta dalle parole dell'uomo, continua le sue ricerche, e nei momenti in cui è sola, vede accanto a sé Peter che la consiglia, e proprio grazie al suo aiuto, immagina che i due fratelli compiano degli scambi per proteggersi a vicenda. Ipotizzando la cosa a Broyles, l'uomo viene nuovamente interrogato, ma la cosa non va a buon fine, e così Olivia viene mandata a casa. Walternativo, intanto, con il consenso di Olivia, sottopone quest'ultima a degli esperimenti per vedere se è in grado di viaggiare tra gli universi, e l'esito dell'esperimento è positivo: lei si risveglia infatti nell'altro universo, per poi essere riportata indietro poco dopo. Il caso dei fratelli gemelli si complica ulteriormente, ma Olivia, sicura della sua tesi, sotto consiglio di Astrid, riesce a scovare la banca in cui l'uomo farà la sua prossima rapina, e così, da sola, vi si reca. Qui effettivamente l'uomo sta per compiere la rapina, ma, vedendo Olivia, la stordisce. Alla sede Fringe, intanto, Broyles viene messo a conoscenza del piano di Olivia, e con la sua équipe si reca sul posto dove sta per avvenire l'esecuzione dell'ennesima quarantena. Prima che venga attuata, Charlie e Lincoln riescono a liberare Olivia, mentre i fratelli hanno la loro ultima conversazione, durante la quale uno dei due (il ladro) convince il fratello a lasciarlo lì, a morire. Il caso è stato risolto, ma Olivia, sempre più convinta dello scambio, si reca a casa dall'uomo per prendere delle prove, e quando sta per andarsene, ecco che accanto a lei ritorna l'immagine di Peter che le parla e le mette in testa delle idee talmente forti (per esempio che sua sorella Rachel è viva e che le Torri Gemelle sono state abbattute) da convincerla a provare un nuovo "viaggio" nell'altro universo. Il passaggio avviene, e qui, Olivia, può constatare che le parole di Peter rispecchiano la realtà. Riportata nel suo universo da Walternativo, Olivia nega di aver visto qualcosa dall'altra parte, mentendo.
- Guest star: Shawn Ashmore (Joshua Rose), Aaron Ashmore (Matthew Rose)

Ascolti USA: telespettatori 4.804.000 – share 5%

## 6955 kHz
- Titolo originale: 6955 kHz
- Diretto da: Joe Chappelle
- Scritto da: Robert Chiappetta e Glen Whitman

### Trama
Un gruppo di uomini appartenenti a classi sociali, sessi, età e luoghi diversi sono accomunati da una cosa: si ritrovano di fronte al computer con un elenco di numeri e, dopo aver annunciato che quello è il momento, rimangono come folgorati dal loro stesso computer e, dopo poco, si ritrovano ad aver perso la memoria. Peter e F-Olivia si trovano così costretti a rinunciare alla loro giornata in relax per seguire il caso. Giunti sul luogo, Broyles e Walter non sanno di cosa si tratti e così, per tentativi, cercano di analizzare la donna con l'amnesia e i pochi dati in loro possesso. Intanto, Walter scopre che Peter sta continuando a studiare i documenti riguardanti la macchina progettata da Walternativo, nonostante la sua obiezione. Gli studi riguardo al caso proseguono ma, in un'altra sera, un altro gruppo di persone subisce, nelle medesime condizioni, la stessa sorte: si risvegliano tutti senza memoria. I vari numeri trovati portano Peter a pensare che si tratti di una sorta di codice e così, con F-Olivia, si reca dal suo amico bibliotecario che, impaurito, gli consegna un libro riguardante il Primo Popolo, che sembra abbia a che fare con questa faccenda. Nonostante lo scetticismo, Peter riscontra delle congruenze tra il libro e i fatti e, per ulteriore conferma, chiede a F-Olivia di aiutarlo ma, non avendo la memoria della vera Olivia, è un po' titubante ma poi, con l'aiuto di Peter, ricorda i numeri e capiscono che sono gli stessi che il Primo Popolo usava per i mesi. Ora la palla passa ad Astrid che cerca di scoprire qualcosa e, con un lampo di genio, capisce che quei numeri non sono altro che coordinate. Intanto, tramite un'impronta, riescono a risalire a chi è dietro tutto ciò: F-Olivia arriva sul posto prima di tutti gli altri. L'uomo è un suo complice, dell'altro universo mandato da Walternativo. Intanto, Peter la raggiunge e F-Olivia, non sapendo cosa fare uccide il suo complice, facendo capire che in realtà era un mutaforma. Viste le scoperte di Astrid, tutta la divisione Fringe si reca sulla coordinata più vicina a loro e mentre stanno scavando, Astrid fa un'ulteriore scoperta: l'ultima coordinata indica il posto dove è stato ritrovato il primo pezzo dell'invenzione di Walternativo. In quell'istante, gli scavi portano a una scoperta: sotto tutto era nascosto un pezzo del macchinario di Walternativo, cosa che conferma i sospetti di Astrid; ora Peter e Walter finalmente si chiariscono e, uniti, decidono di applicarsi per scoprire cosa si nasconde dietro quella macchina. A fine giornata, F-Olivia si reca nel negozio delle macchine da scrivere, dove informa che il piano è andato a buon fine e riceve gli ordini di continuare e passare alla fase due. L'episodio si conclude con Olivia nell'universo parallelo che ha di nuovo la visione di Peter, la informa che è in pericolo in quel mondo e che deve tornare dall'altra parte.
- Nel libro trovato dal bibliotecario si fa riferimento al Primo Popolo, in inglese "first people", queste parole si ritrovano nella sigla rossa di Fringe, quella usata per gli episodi ambientati nell'altro universo.
- Ascolti USA: telespettatori 4.822.000 – share 5%[11]

## Rapiti
- Titolo originale: The Abducted
- Diretto da: Chuck Russell
- Scritto da: David Wilcox e Graham Roland

### Trama
Universo parallelo. Olivia e la Divisione Fringe si trovano a dover combattere con un vecchio "amico": CandyMan. L'uomo in questione venne già catturato dalla polizia per aver rapito diversi bambini, prima che F-Olivia entrasse a far parte della Divisione Fringe. Cercando tra i casi vecchi, Olivia scopre che tra le vittime di CandyMan c'è anche Christopher, il figlio di Broyles. Olivia per venire a capo della situazione chiede allora il permesso a Broyles di interrogare nuovamente Chris, permesso che però le viene negato fino a che l'uomo non ne parla con la moglie. Olivia incontra così il bambino che le dà informazioni molto importanti che li portano in una Chiesa. Qui, incontrano Marcus, il parroco che confessa loro che prima di seguire la strada di Dio era un medico. Dopo aver ottenuto la lista degli adepti a quella chiesa, la Divisione Fringe si divide e comincia a indagare. Intanto, Olivia incontra il suo amico tassista Henry per chiedergli di portarla fino alla sede dei laboratori per permetterle di tornare a casa. L'uomo inizialmente titubante, accetta di aiutare l'amica. Intanto, Olivia arriva al sospettato e, per difendere sé stessa, lo uccide riuscendo però a salvare il bambino rapito, Max, dicendogli di essere dell'FBI. In ospedale, Broyles ringrazia l'agente Dunham e le confessa, però, che in quell'universo l'FBI non esiste più da almeno un decennio, lasciandole capire che lui sa chi è. Olivia se ne va e incontra Henry. I due si salutano e Olivia riesce nel suo intento: è finalmente tornata nel suo universo dove incontra una donna. Le due stanno per parlare quando Walternativo riporta indietro Olivia, per poi sedarla.
Intanto, nell'altro universo, Peter è con F-Olivia quando gli squilla il telefono. Risponde convinto fosse Walter ma, invece, è la donna che ha parlato con Olivia che gli recapita un messaggio: ha incontrato una donna che è sparita sotto i suoi occhi, si chiamava Olivia, e le ha chiesto di dirgli che è intrappolata nell'altro universo.
- Altri interpreti: Andre Royo (Henry il tassista)
- Ascolti USA: telespettatori 4.846.000 – share 5%[12]

## Missione compiuta
- Titolo originale: Entrada
- Diretto da: Brad Anderson
- Scritto da: Jeff Pinkner e J. H. Wyman

### Trama
Peter, dopo aver ricevuto quella strana telefonata, si alza per andare a controllare se si trova realmente con F-Olivia, e, mentre sta controllando sul suo computer, la donna si alza e, parlando, Peter si convince definitivamente che quella non è la sua Olivia tramite uno stratagemma, inserendo nel discorso la frase greca: "Na einai kalytero anthropo apo ton patera toy", che gli aveva detto tempo prima Olivia. La donna, resasi conto del tranello, si trova costretta a paralizzare Peter e ad andarsene. L'indomani, Peter viene raggiunto da Walter, Broyles e dal resto dell'FBI mentre F-Olivia va nel Bronx per comunicare con l'altro universo, e, in contemporanea con Peter, si rende conto di aver preso il computer sbagliato (Peter li aveva scambiati apposta). Nell'altro universo, Olivia è stata rinchiusa, e Walternativo comunica a Broyles che tra poco potranno riavere la loro Olivia, e, mentre l'agente se ne sta andando, sente Olivia urlare, e, girandosi, la vede, e la donna lo implora di aiutarla. Tornati dall'altra parte, cominciano le ricerche per arrivare a F-Olivia e per capire come far tornare indietro la vera Olivia, e la Divisione Fringe arriva nel Bronx per arrivare poi nel negozio di macchine da scrivere. Qui, con l'aiuto del commesso, Peter scopre il punto dove F-Olivia si sta recando. Tornati nell'altro universo, Broyles, mosso dalla compassione, va a trovare Olivia, la quale gli chiede nuovamente aiuto per fuggire, raccontandogli ciò che le faranno. Solo dopo aver parlato con la moglie, Broyles alternativo torna indietro e riesce a salvare Olivia dall'imminente asportazione degli organi. I due si recano alla vasca, che però è stata svuotata, e così, sempre con l'aiuto di Broyles alternativo, Olivia cerca di andare nel laboratorio di Walternativo ad Harvard. Nell'altro universo, Peter e gli altri sono arrivati alla stazione dello scambio, ed è proprio Peter a trovare F-Olivia. La donna, spaventata, prende in ostaggio un'altra donna che però Peter riconosce come un mutaforma, e riesce così ad arrestare F-Olivia. Nell'universo parallelo, Olivia è riuscita ad arrivare al laboratorio dove, grazie a Broyles, riesce a riempire la vasca, e, miracolosamente, a trasportarsi nell'altro universo. Ritornata indietro, si ritrova nel laboratorio dove, sotto gli occhi sbigottiti di Astrid, ha un collasso. Astrid avverte subito Broyles, che a sua volta avverte Peter, il quale subito vuole correre in ospedale dalla sua Olivia, ma, proprio in quell'istante, Walter capisce cosa sta succedendo, e dal furgone dove è tenuta F-Olivia si sente un brusco rumore: Peter e Walter, accorsi lì, all'interno vi trovano il corpo mutilato e senza vita di Broyles alternativo, cosa che sconvolge l'altro Broyles. Tornata nell'universo alternativo, F-Olivia scopre che il "suo" Broyles non c'è.
Ora Peter può finalmente riabbracciare la sua Olivia, che a sua volta lo ringrazia per averle salvato la vita.
- Ascolti USA: telespettatori 5.130.000 – share 5%[14]
- Peculiarità: essendo ambientato equamente in entrambi gli universi paralleli, la sigla iniziale alterna per la prima volta i colori blu e rosso che li rappresentano.[3]

## Marionetta
- Titolo originale: Marionette
- Diretto da: Joe Chappelle
- Scritto da: Monica Owusu-Breen e Alison Schapker

### Trama
Appena tornata nel suo mondo, Olivia chiede a Broyles di poter tornare subito al lavoro e, dopo aver spiegato il perché (la promessa fatta a Broyles alternativo), le viene concesso. Ora, insieme a Peter e Walter si occupa di uno strano caso di rimozione degli organi che, però, non causa morte immediata. La cosa subito incuriosisce Walter che ricollega, senza successo, il fatto a un suo vecchio caso. Le ricerche proseguono, così come gli altri omicidi fino a quando la Divisione Fringe non capisce che tutti gli organi rubati sono di uno stesso donatore. Mentre sono alla ricerca del donatore, Peter confessa tutta la sua storia a Olivia che, stranamente, reagisce bene. Insieme, risalgono alla donatrice di organi e si recano a casa della madre la quale confessa loro che la figlia, dopo essersi tolta la vita, venne fatta cremare. Walter capisce però che quelle non sono ceneri di una ragazza e scoprono così che il corpo venne rubato. Dopo diverse ricerche, Peter e Olivia riescono a scoprire chi c'è dietro tutto e, proprio mentre arrivano sul posto, l'uomo è riuscito a resuscitare la ragazza. Spaventato però dall'arrivo dell'FBI, l'uomo fugge per poi essere bloccato da Olivia con la quale ha un'intensa conversazione. Intanto, Broyles, Peter e Walter arrivano dalla ragazza che però ha, di nuovo, perso la vita. Conclusasi la vicenda, Olivia parla con Peter con il quale riesce finalmente a sfogarsi e a dirgli di non voler stare con lui dopo che la sua alternativa le ha preso tutto. Mortificato, Peter se ne va con Walter e, quando i due entrano nel bar, vengono spiati da fuori da un Osservatore che fa una strana telefonata.
- Ascolti USA: telespettatori 4.738.000 – share 4%[15]

## La lucciola
- Titolo originale: The Firefly
- Diretto da: Brad Anderson
- Scritto da: J. H. Wyman e Jeff Pinkner

### Trama
In un ospizio, un uomo, Joyce Roscoe, afferma di aver incontrato suo figlio Bobby, morto venticinque anni prima, del quale incontro però non ricorda niente. Del caso, si occupa la sezione Fringe, e Walter, onorato nell'incontrare l'uomo che era il pianista della sua band preferita, porta l'uomo nel suo laboratorio per fare degli esperimenti. Nello stesso tempo, in una gioielleria, sta avvenendo una rapina che viene però sventata proprio dall'Osservatore che ha riportato indietro Bobby. Nel laboratorio, intanto, Walter riesce a far ricordare l'incontro a Joyce che gli comunica che suo figlio gli disse di aiutare proprio Walter. In quel momento, Walter riceve la visita dell'Osservatore che, dopo una lunga conversazione, gli comunica che aver salvato lui e suo figlio ha scatenato una reazione a catena con conseguenze impreviste, e che ora ha bisogno del suo aiuto per sistemare le cose. Walter è sconvolto dal solo pensiero di perdere Peter, e cerca di evitare il più possibile di far avverare quanto detto dall'Osservatore, ma, dopo un incidente, le previsioni dell'uomo si realizzano. Per salvare una ragazza, Walter lascia che Peter segua l'Osservatore stesso che ha causato l'incidente. I due si trovano ora in un faccia a faccia dal quale, però, Peter esce incolume dopo essere caduto. Le cose ora sembrano tornate alla normalità, nonostante Walter non capisca il comportamento dell'Osservatore. Mentre è nel laboratorio con Olivia per farle capire i suoi sentimenti, però, Peter ha un attacco di convulsioni che viene fortunatamente risolto per il meglio da Olivia, guidata da Walter. A casa, Peter e Walter parlano, e l'uomo capisce che, in un modo un po' strano, l'Osservatore l'ha salvato, ma in realtà, fuori a osservarli, ci sono proprio due Osservatori che, parlando, capiscono che al momento giusto, Walter sarà in grado di lasciar morire suo figlio.
- Guest star: Christopher Lloyd (Roscoe Joyce), Michael Cerveris (L'Osservatore, Settembre)
- Ascolti USA: telespettatori 4.883.000 – share 6%[16]
- Peculiarità: con questo episodio, Fringe ha cambiato serata di programmazione, dal giovedì al venerdì. Lo spostamento, che negli Stati Uniti è spesso considerato come premonitore della cancellazione di una serie o comunque deleterio per la stessa, è stato fortemente pubblicizzato dalla Fox che ha risposto alla paura dei fan e al disaccordo della critica con un video promo autoironico, in cui il network rassicura che Fringe riuscirà a «rianimare» la serata del venerdì. La serie ha infine ottenuto il 6% di share, risultando essere lo show più seguito della serata.
- In questa puntata c'è un omaggio alla serie TV Twin Peaks: quando Walter indossa gli occhiali blu/rossi, cita il suo vecchio amico "Dottor Lawrence Jacoby", eccentrico psichiatra che aveva in cura, prima che morisse, Laura Palmer, che appunto indossa quel tipo di occhiali.

## Reciprocità
- Titolo originale: Reciprocity
- Diretto da: Jeannot Szwarc
- Scritto da: Josh Singer

### Trama
La sezione Fringe viene convocata da Nina per collaborare con loro riguardo agli studi della macchina della creazione-distruzione dell'universo del Primo Popolo che, purtroppo, non hanno ancora portato a nulla. Appena entrati nell'hangar, la macchina ha una strana reazione che, a quanto pare, dipende da Peter. Da quel momento in poi, la Massive Dynamic comincia a fare dei test su Peter che non conducono a niente di nuovo e, nello stesso tempo, la Divisione Fringe indaga sulla decriptazione del computer di F-olivia e sulla misteriosa morte di diversi mutaforma con conseguente estrazione del loro dischetto di memoria. Walter intanto, preoccupato per la sorte di Peter, cerca aiuto da Nina per far rigenerare le sue parti del cervello. Le ricerche per l'assassino dei mutaforma non portano a nulla e, mentre le accuse ricadono sul dottor Brandon Fayette che si scopre poi innocente, un altro mutaforma viene ucciso: è Peter l'assassino. Mentre è in casa, Walter scopre cosa stia facendo il figlio e lo raggiunge proprio mentre sta uccidendo l'ultimo mutaforma. Intanto, grazie all'aiuto della stessa Olivia, Astrid riesce a scoprire la prossima vittima ma, quando Olivia e Broyles arrivano sul posto, il mutaforma è già stato ucciso. La ragazza, affranta per l'accaduto, si reca da Peter per raccontargli l'accaduto e, finalmente, tra i due sembra che le cose stiano tornando nella norma. Andata via, Walter, sempre più preoccupato, confessa al figlio di aver capito cosa gli sia successo: quando è entrato in contatto con la macchina, quest'ultima a sua volta ha dato qualcosa di sé a lui, trasformandolo in una sorta di arma. Sconvolto, Peter se ne va in camera per cercare di capire cosa stia diventando. Nello stesso momento, nei laboratori della Massive Dynamic, il dott. Fayette e Nina sono riusciti a recuperare tutti i libri del Primo Popolo, scoprendo altresì che anni prima anche un'altra persona ha fatto lo stesso lavoro: William Bell.
- Ascolti USA: telespettatori 4.570.000 – share 6%[17]

## Concentrati e chiedi
- Titolo originale: Concentrate and Ask Again
- Diretto da: Dennis Smith
- Scritto da: Graham Roland e Matthew Pitts

### Trama
Mentre Nina e Olivia cercano di capire cosa nascondano i "libri del Primo Popolo", il dottor Warren Blake riceve uno strano regalo durante la sua festa di compleanno: una bambola di pezza dalla quale viene emanato uno strano fumo blu che, dopo pochi secondi, disintegra completamente le ossa. La Divisione Fringe comincia subito le sue indagini che li riporta ad Aaron, un ex-marine che, quando l'FBI si reca in casa sua, scappa finendo però investito da un'auto che lo riduce in coma. Interrogata la moglie Sarah, Peter e Olivia scoprono che Aaron aveva preso parte a una missione segreta dopo la quale però, la bimba che avevano concepito, morì subito dopo la nascita per una strana malattia: nel corpo della bambina non vi erano più ossa. Sconvolti dal fatto, Olivia e Peter scoprono ulteriormente che, oltre a loro, anche altri compagni del progetto ebbero la stessa nefasta sorte. Walter allora, non sapendo come fare per interrogare Aaron, decide di andare da un suo ex bambino cui somministravano del Cortexiphan, Simon Phillips, che sviluppò la capacità di leggere nel pensiero. Dopo un iniziale rifiuto, Olivia riesce a convincere Simon a collaborare e, giunti di fronte ad Aaron, riesce a stilare una lista di pensieri grazie alla quale risalgono al "Progetto Medusa" cui prese parte. Ulteriormente, grazie anche all'aiuto della CIA interpellato da Nina, riescono a risalire a un vecchio casale dove Aaron ed altri ex marine facevano degli esperimenti per meglio espandere la loro polvere. In quel capanno, Peter riesce a scoprire il prossimo punto di attacco: il Museo dove il presidente sta tenendo una raccolta fondi. Così, grazie all'aiuto di Simon, Olivia si reca sul posto e riesce a sabotare il piano di morte dei due marine rimasti. Riportato a casa, Simon ringrazia Olivia per quanto fatto e le consegna un foglio su cui ha riportato i pensieri di Peter.
Intanto, Nina è risalita a chi ha scritto i vari libri dei primi nati: si tratta di Sam Weiss, lo stesso uomo che, tempo fa, aiutò Olivia a riprendersi dopo il viaggio nell'altro universo. Sam conferma i sospetti di Nina e le dice che tutto dipende dalla scelta di Peter: in base all'Olivia che sceglierà, le sorti dell'universo saranno segnate. Olivia, una volta tornata a casa, legge il biglietto che le ha dato Simon, sul quale vi è scritto che Peter pensa ancora a F-Olivia.
- Ascolti USA: telespettatori 4.258.000 – share 4%[18]
- Riferimenti: il titolo fa riferimento a una delle possibili risposte della magica palla 8, uno dei regali che il dottor Warren scarta a inizio episodio.
- Curiosità: uno dei libri nella stanza segreta del dott. Bell si intitola "Dr. Spock", come il personaggio interpretato da Leonard Nimoy in Star Trek.

## Immortalità
- Titolo originale: Immortality
- Diretto da: Brad Anderson
- Scritto da: David Wilcox e Ethan Gross

### Trama
Nell'universo parallelo, Frank è tornato dal suo lungo viaggio scombussolando la vita di F-Olivia. Intanto, sul lavoro, le ricerche di Broyles sono cessate, e a capo della Divisione Fringe è stato messo Lincoln. Ora, la squadra si occupa di uno strano caso: nonostante la morte di tutte le pecore nel 2001, si sono ripresentati degli scarafaggi frenetici, capaci di vivere solo nelle pecore, in condizioni assai strane: questi, infatti, si manifestano attraverso il corpo umano, divorando chi li ospita. Le ricerche per giungere a capo di questo strano caso portano ad Armand Silva, uno scienziato che, anni prima, aveva cercato un vaccino contro l'aviaria mediante proprio questi scarafaggi. Le ricerche portano altresì alla collaborazione tra la Divisione Fringe e la CDC, che manda come suo agente proprio Frank, il quale, in un momento di pausa, chiede a F-Olivia di sposarlo, ricevendo un "sì" come risposta.
Nel mentre, gli assistenti di Walter scoprono che il liquido prelevato dal cervello dell'Olivia dell'altro universo ha degli effetti differenti in base all'età, e propongono così di fare dei test sui bambini, cosa che però viene fortemente negata da Walter che, a causa di ciò, comincia a dubitare delle sue capacità.
La Divisione Fringe, intanto, arriva al dottor Silva e Lincoln, con F-Olivia, si reca sul posto. Qui, Lincoln viene attirato in trappola mentre F-Olivia viene catturata e sembra sia stata infettata. Mentre F-Olivia viene portata di corsa in ospedale da Frank però, il dottor Silva comunica a Charlie e Lincoln che non ha infettato la loro amica, bensì lui stesso, per portare a termine il suo progetto. Proprio in quel momento, Frank e l'infermiere scoprono cosa sia a provocare la nausea a F-Olivia: la donna è infatti incinta. Arrivati in ospedale, Frank capisce che il bambino non può essere suo e, dopo aver avuto la conferma da F-Olivia che ama il padre del futuro bambino, la lascia. Tornata a casa, F-Olivia riceve la visita di Walter che, dopo essersi congratulato per la gravidanza, le dà il suo pieno appoggio.
- Altri interpreti: Alon Aboutboul (dott. Armand Silva), Seth Gabel (Lincoln Lee), Philip Winchester (Frank Stanton), Julie McNiven (Mona Foster), Ryan McDonald (Brandon), Kirk Acevedo (Charlie Francis Alternativo), Joan Chen (Reiko)
- Ascolti USA: telespettatori 3.736.000 – share 4%[19]

## Interno 6B
- Titolo originale: 6B
- Diretto da: Thomas Yatsko
- Scritto da: Glen Whitman e Robert Chiappetta

### Trama
Durante una festa, qualcosa di strano sconvolge la serata: gli invitati cadono dalla terrazza attraverso il cemento del balcone. L'indomani, mentre Walter cerca di far riavvicinare Peter e Olivia, arriva una chiamata che porta la Divisione Fringe proprio sul posto dell'incidente. Saliti in casa, Walter e Peter notano che tutti i caduti non si trovano lontano dal balcone, bensì proprio sotto quest'ultimo, come se avessero trapassato il marmo della terrazza. Rientrato in casa, Walter nota una strana cosa che lo porta a credere che in quel luogo l'universo stia iniziando a sfaldarsi con la possibile creazione di un vortice che porterebbe gli universi a scontrarsi. Tornato nel laboratorio, Walter incarica tutti di controllare le onde sismiche del posto e Peter e Olivia si recano sul posto. Mentre controllano, i due si ritrovano a parlare del loro rapporto e, capendo che entrambi vogliono amarsi, si baciano, ma Olivia viene fermata dalla sua paura che le fa vedere Peter "brillare". In quell'istante, succede qualcosa: le onde sismiche aumentano a dismisura e i due corrono dentro, per ritrovarsi nell'appartamento 6B, dove un'anziana vedova vede suo marito, o perlomeno, il suo fantasma. Anche Olivia è in grado di vederlo e, parlando con la donna, scopre che l'uomo morì qualche mese prima e che ora lui le fa visita. Tornati nello studio, Walter continua a sostenere la teoria del vortice e, grazie al sostegno di Broyles e Nina, ricrea l'ambra usata da Walternativo per isolare il posto. Peter e Olivia non sono molto d'accordo a usare questa drastica soluzione e così, insieme, capiscono che c'è qualcos'altro: così come il marito della donna è morto nel loro universo, lo stesso è successo nell'altro universo, in cui però è l'uomo a essere vedovo; quello che fa apparire l'uomo è l'amore a distanza dei due. Tutti ora si trovano sul luogo e, mentre tutti preparano il dispositivo per l'ambra, Olivia e Peter salgono dalla donna che, nel trambusto generale, è nuovamente in contatto con il marito. Mentre Olivia cerca di farla staccare da lui, ora anche Peter e tutti, anche all'esterno del palazzo, vedono l'uomo e la luce della visione della donna. Broyles sta per preparare il dispositivo quando, grazie alle parole di Peter la donna riesce a staccarsi dal marito e a far chiudere il vortice. La sera, Walter è nell'ufficio di Nina, preoccupato per la sorte del loro universo, mentre Peter riceve la visita di Olivia che, convinta dei loro sentimenti, lo bacia senza paura, e i due, finalmente, si lasciano al loro amore.
Contemporaneamente, nell'universo parallelo, anche F-Olivia e la sua divisione si sono recati sul posto perché anche la loro Astrid aveva rilevato delle onde sismiche molto alte e il protocollo per l'isolamento era partito. Giunti sul luogo però, tutto è nella norma e il protocollo viene chiuso lasciando il marito della donna a fare i conti con la sua solitudine.
- Ascolti USA: telespettatori 4.017.000 – share 4%[20]
- Curiosità: al termine dell'episodio appare l'immagine della mano con sei dita e il punto di luce gialla in basso si trasforma in un cuore.

## Soggetto 13
- Titolo originale: "Subject 13"
- Diretto da: Frederick E. O. Toye
- Scritto da: Jeff Pinkner, J. H. Wyman e Akiva Goldsman

### Trama
1986, lago Reiden: nei mesi successivi al suo rapimento da casa, Peter tenta in ogni maniera di tornare dai suoi genitori, percependo che quell'Elizabeth e quel Walter non siano i suoi veri genitori. Elizabeth, vedendo soffrire così tanto quello che considera suo figlio, decide di passare del tempo con lui portandolo anche al laboratorio dal padre. Per cercare di riportarlo a casa, Walter sta sottoponendo dei bambini a degli esperimenti e, tra loro, quella che è riuscita a passare nell'altro universo è il "soggetto 13": Olivia. Mentre Peter sta visitando il centro del padre, si incontra proprio con la piccola Olivia la quale, poco dopo, verrà sottoposta a ulteriori test per scoprire cosa riesca a farla oltrepassare. Walter scopre che è la paura a far attivare in lei questa capacità ma, durante l'esperimento, Olivia si spaventa a tal punto da innescare un episodio di pirocinesi, provocando così un incendio: la piccola, terrorizzata da ciò che è successo, scappa. Intanto, Elizabeth legge degli appunti del marito sui quali quest'ultimo ipotizza che la piccola venga picchiata dal patrigno e proprio da questo terrore si scatenino delle reazioni corticali che la rendono capace di attraversare i due mondi paralleli. Nell'altra stanza intanto, Peter fruga tra le cose di Olivia e, guardando i suoi disegni, capisce dove si sia rifugiata e la va a cercare.
Intanto, nel mondo parallelo, i veri genitori di Peter sono straziati dal dolore e Walternativo non riesce a capacitarsi di come questo sia potuto accadere, portando il suo matrimonio verso un baratro sempre più profondo, causato anche dalla sua ormai dipendenza dall'alcool.
Nell'universo non alternativo, Peter riesce a trovare Olivia e a parlare con lei tanto da convincerla a tornare e a confessare tutto a Walter. Una volta ritornati al centro, il patrigno di Olivia viene a prenderla e lei, terrorizzata dall'idea di venir nuovamente picchiata si precipita nell'ufficio di Walter e gli racconta tutto, consegnandogli il suo quaderno dei disegni dove si trova anche quello di lei assieme a Peter, ma poi si sente chiamare e voltandosi vede Walter dietro di sé, sulla soglia della stanza, mentre il Walter con il quale stava parlando sparisce: senza rendersene conto la bambina era passata nell'altro universo e aveva parlato con Walternativo. Non si sa se Olivia abbia raccontato di nuovo tutto al Walter di questo universo, in ogni caso quest'ultimo minaccia il patrigno di prendere provvedimenti se solo toccasse di nuovo la piccola. Intanto Peter si convince, a torto, di essere a casa, parlandone con la "madre". La donna, rosa dai rimorsi per aver manipolato il ragazzino, inizia a bere.
Nell'altro universo, Walternativo comunica a Elizabeth di aver scoperto dove si trovi il loro bambino, grazie proprio alla piccola Olivia.
- Peculiarità: essendo un episodio ambientato nel 1986, la sigla iniziale è diversa da quella degli altri episodi ma identica a quella dell'episodio "Peter" della seconda stagione, anch'esso ambientato in quel periodo.
- Ascolti USA: telespettatori 4.021.000 – share 4%[21]

## Os
- Titolo originale: Os
- Diretto da: Brad Anderson
- Scritto da: Josh Singer e Graham Roland

### Trama
Peter sta proseguendo le sue ricerche sulle memorie dei mutaforma uccisi da lui stesso, senza però arrivare a nessuna conclusione utile. In quel momento, Olivia lo chiama per uscire insieme quando però, Broyles richiede il loro intervento: un uomo è stato ucciso da una guardia mentre provava a rapinare un edificio ma, invece di precipitare a terra dall'alto del palazzo, l'uomo fluttua, come fosse un palloncino. Affascinato dallo strano evento, Walter comincia le sue indagini senza però riuscire a capire come sia possibile un tale fatto. Intanto, Peter e Olivia cercano l'altro ladro che, una volta individuato, trovano però morto. Insieme al nuovo cadavere e grazie ai pochi dati raccolti, Walter riesce a capire che, nonostante sia il metallo più pesante sulla terra, a permettere di volare a questi uomini è l'osmio. Turbato dalla sua incapacità di raggiungere una risposta, Walter tormenta Nina per far tornare in vita William ma la donna, consapevole dell'impossibilità della cosa, riesce fortunatamente a far ragionare l'amico. Le ricerche di Walter proseguono e, capendo che dietro tutto c'è la rivoluzione delle leggi fisiche, riesce a raggiungere la tanto cercata risposta: l'osmio è fuso insieme a un altro metallo, il lutezio che, a quanto pare, permette ai corpi di fluttuare.
Mentre Walter prosegue le sue ricerche, il dottor Krik, l'uomo dietro questo strano esperimento, continua a testare il suo "prodotto" su cavie volontarie, prese tra le persone affette da distrofia muscolare, proprio come suo figlio. Arrivato però alla fine delle sue scorte di lutezio, il dottor Krik, insieme al suo ultimo paziente, si reca al "museo delle scienze" dove però, suo malgrado, trova anche Olivia, Peter e Broyles. Dopo una tentata fuga, l'uomo viene preso e portato in cella dove ha un faccia a faccia con suo figlio che, deluso dal padre, se ne va. Walter invece, affascinato dalle capacità dell'uomo, si fa spiegare come abbia fatto e, fiero del suo nuovo sapere, si reca da Nina dicendole di aver capito come risolvere il conflitto con l'altro universo: Walter sostiene, infatti, di poter far tornare William grazie alla sua teoria della calamita delle anime. Convinto delle sue parole, Walter fa suonare la campana data a Nina proprio da William e, in quel momento, mentre Peter è con Olivia nel suo laboratorio per mostrarle tutta la sua ricerca sulla macchina e sui mutaforma, accade qualcosa: Olivia si rivolge a Peter dicendogli di avere la chiave di decriptazione per le memorie dei mutaforma nel suo ufficio, alla Massive Dynamic. Sbalordito dalle parole della donna, Peter continua ad ascoltarla quando Olivia si gira, salutando Peter: è l'anima di William Bell che ha trovato in Olivia il suo tramite.
- Guest star: Jorge Garcia (Kevin)
- Ascolti USA: telespettatori 3.639.000 – share 4%[22]

## Passeggera clandestina
- Titolo originale: Stowaway
- Diretto da: Charles Beeson
- Scritto da: Akiva Goldsman, Jeff Pinkner e J. H. Wyman (soggetto), Danielle Dispaltro (sceneggiatura)

### Trama
Olivia viene sottoposta ad alcuni esami dai quali, effettivamente, risulta che all'interno del suo corpo abbia trovato sede l'anima di William. La cosa entusiasma molto Walter che, finalmente, può collaborare con William ma, invece, non piace affatto a Peter e a Broyles, i quali rivogliono indietro la vera Olivia. Dopo aver assicurato loro che Olivia sta bene, a Bell e Walter vengono date 48 ore di tempo per trovare un nuovo corpo che ospiti definitivamente l'anima dello scienziato. Le prime ricerche non portano a nessun buon risultato e, nel mentre, l'uomo collabora assieme alla Divisione Fringe, fingendosi Olivia. Insieme, collaborano allo strano caso di una donna, Dana Gray, che, nonostante ripetuti tentati suicidi insieme ad altri uomini, non riesce a morire. A collaborare al caso, viene chiamato un agente della Hartford, Lincoln Lee, il quale, a sua volta, conferma che, dopo essere stata uccisa insieme alla sua famiglia, la donna è miracolosamente resuscitata e si sono trovate le sue tracce su diverse scene di suicidi. Le ricerche conducono Peter e Lee al centro dove la donna, facendosi chiamare Joan, lavorava per dare aiuto alle persone che tentavano il suicidio, e qui scoprono che alla base della sua apparente immortalità c'è un forte elettromagnetismo nelle sue molecole, causato da due fulmini che la colpirono anni prima. Mentre le ricerche della donna non trovano riscontri, Broyles, Peter e Lee accorrono dove un uomo si è ucciso e qui, grazie ai riscontri telefonici, riescono a capire che Dana era entrata in contatto con l'uomo. Dopo averla chiamata, grazie all'aiuto di Bell e Walter, Peter e il resto della squadra riesce a identificare il treno dove la donna viaggia con una bomba, pronta a farla esplodere per tentare di "aggrapparsi" a un'anima e, finalmente, morire. Gli agenti accorrono sul posto dove non trovano la donna e, mentre stanno cercando la bomba, fuori avviene l'esplosione. Durante il sopralluogo, gli agenti dell'FBI trovano il corpo privo di vita di Dana Gray che, inspiegabilmente, è morta. Concluso il caso, Lee saluta Peter sperando in una futura collaborazione.
Rientrato a casa, Bell offre una tazza di tè a Peter e intavolano un'intensa conversazione riguardo alla soluzione del caso e, soprattutto, riguardo al destino. Mentre i due stanno parlando, in lontananza si sentono delle campane e, per un istante, Olivia torna a primeggiare sul suo corpo, impaurendo Peter che, dopo il ritorno di Bell, scopre che per l'uomo sarà meno facile del previsto.
- Peculiarità: il titolo Stowaway significa "passeggero clandestino", e in questo caso, passeggero clandestino per raggiungere l'aldilà. A un certo punto Peter dice "stowaway to heaven", evocando la canzone dei Led Zeppelin Stairway to Heaven.
- Riferimenti: mentre Peter e Broyles analizzano la casa del ragazzo che si è tolto la vita, sullo sfondo sono visibili varie scritte, fra cui risalta la parola "LOST" scritta in nero su fondo bianco.
- Riferimenti: l'idea che la coscienza di Bell possa trasferirsi in punto di morte all'interno di un altro corpo ricorda molto da vicino quanto fece Spock in Star Trek II - L'ira di Khan e in Star Trek III - Alla ricerca di Spock, parte che interpretò lo stesso Nimoy.
- Altri interpreti: Paula Malcomson (Dana Gray)

- Ascolti USA: telespettatori 3.797.000 – share 4%[23]

## Discendenza di sangue
- Titolo originale: Bloodline
- Diretto da: Dennis Smith
- Scritto da: Alison Schapker e Monica Owusu-Breen

### Trama
Nell'universo parallelo, dopo aver scoperto della gravidanza, F-Olivia si reca con sua madre dalla sua dottoressa per fare delle analisi e sincerarsi se, come sua sorella, è portatrice della VPE (eclampsia virale) che costerebbe la vita a lei o al bambino o, nel peggiore dei casi, a entrambi. Rientrata a casa, confida a Lincoln di sentirsi seguita, ignara del fatto che a seguire i suoi movimenti c'è un Osservatore. Lincoln manda allora degli agenti a sorvegliarla ma, appena F-Olivia riattacca il telefono, viene rapita. La notizia arriva subito alla sezione Fringe dove, dopo aver avvisato anche Walternativo, subito si mettono in cerca di F-Olivia. Dopo essere stati spiazzati, le ricerche proseguono, mentre F-Olivia si risveglia in uno strano luogo dove, dopo averla legata e averle dato delle pastiglie, la fanno nuovamente addormentare. Ripresa conoscenza, si rende conto che quegli uomini stanno facendo qualcosa al suo bambino.
Intanto, Lincoln e Charlie, grazie all'aiuto di Astrid, scoprono un'anomalia nel sistema di sicurezza e risalgono al taxi di Henry. L'uomo, minacciato dagli agenti, confessa loro tutta la verità su Olivia e gli racconta di come, tempo prima, l'aveva aiutata a tornare a casa sua e che, nel rivederla di nuovo lì, ne era stato sorpreso a maggior ragione per il fatto che lei avesse fatto finta di non conoscerlo. Insospettiti, i due portano l'uomo in centrale dove, a sua volta, Lincoln si reca da Walternativo il quale racconta tutta la verità su Olivia dicendogli che realmente c'è stato uno scambio e che il bambino che porta in grembo è il nipote.
Intanto, F-Olivia riesce a non prendere le sue pastiglie e a rimanere vigile, tanto che riesce a fuggire e a rintracciare anche Lincoln informandolo che, a causa dell'accelerazione della gravidanza, sta per partorire. Lincoln, preoccupato per le sorti dell'amica dato che ha saputo dalla madre che la donna è portatrice della VPE, corre insieme a Henry da lei e, proprio grazie all'uomo, riesce a farla partorire e, altresì, a confessarle i suoi sentimenti. Nel momento il cui il bambino nasce, ad assistere alla scena c'è una delle dottoresse che l'avevano rapita e, tra le braccia di Lincoln, F-Olivia si risveglia. L'indomani, Olivia è portata in ospedale dove le viene spiegato che, grazie all'accelerazione della gravidanza, il virus della VPE non ha potuto agire ed entrambi si sono salvati. Mentre fuori dall'ospedale Lincoln e Charlie si domandano quanto ancora non sanno e quali segreti nasconde l'operazione di F-Olivia, entra nella stanza della donna un'infermiera con un dottore per fare delle analisi al bambino e si scopre che quel dottore è uno dei tanti che tenevano rinchiusa la donna. Il dottore fa prelevare del sangue al bambino, poi va via e, al riparo da occhi indiscreti, consegna il campione di sangue a un uomo non meglio identificato. Subito dopo, compare l'enigmatico Osservatore, il quale ha seguito di nascosto la scena e comunica tramite il suo apparecchio che "sta succedendo". Intanto, fuori dalla porta della stanza di F-Olivia, arriva Walternativo con Brandon, il suo fidato scienziato (l'uomo che ha ricevuto il campione di sangue dal dottore) che, dopo avergli fatto qualche domanda, gli consegna il campione di sangue del bambino. Da questa scena si capisce che è Walternativo che ha fatto rapire F-Olivia per accelerare la gravidanza.
- Guest star: Andre Royo (Henry, il tassista)

## LSD
- Titolo originale: Lysergic Acid Diethylamide
- Diretto da: Joe Chappelle
- Scritto da: Jeff Pinkner, J. H. Wyman e Akiva Goldsman (soggetto); J. H. Wyman e Jeff Pinkner (sceneggiatura)

### Trama
Dopo vari tentativi per far tornare indietro Olivia, Bell e Walter capiscono che l'unica possibilità è entrare nella sua mente per poi trasferire la coscienza di William in un computer. Inizialmente contrario, Peter alla fine si lascia coinvolgere e, monitorato da Astrid, entra nella testa di Olivia insieme a Walter e a William. I tre si risvegliano separatamente nella mente di Olivia ma Peter e Walter riescono a trovarsi e, dopo aver affrontato diverse persone che volevano ucciderli, riescono a raggiungere anche William, in una parte di mente che trasforma tutto in fumetti. Il tempo ora stringe e, grazie a un'intuizione di Peter, i tre decidono di recarsi a Jacksonville con uno zeppelin. All'interno del mezzo, però, Peter affronta un uomo che, rompendo un lato dello zeppelin, porta con sé anche Walter che prematuramente si risveglia e, poiché è l'unica cosa che possa fare al momento, aiuta Astrid. Rimasti soli, Peter e William si recano alla base militare dove Olivia è cresciuta e, grazie a un'altra intuizione di Peter, i due riescono a trovare la donna. Entrato in casa, Peter incontra Olivia ma comprende che non è quella autentica; viene raggiunto quindi da una bambina: è lei la vera Olivia. I due escono dalla casa per tornare così alla vita normale ma fuori, ad attenderli, trovano altre persone che li assalgono, così i due, insieme a William, si trovano costretti a fuggire; durante uno scontro, tuttavia, anche Peter viene  catapultato alla realtà. Rimasta sola con William, Olivia riesce ad affrontare le sue paure e a tornare, anche lei, alla realtà. Felici per la riuscita del piano, gli animi del gruppo verranno placati quando Walter si renderà conto di aver perso definitivamente William. Tornati a casa, Peter e Olivia possono finalmente riabbracciarsi ma, parlando, Olivia confessa che, anche se non sa chi sia l'uomo dello zeppelin, pensa sarà quello che la ucciderà.
- Riferimenti: dopo che Peter e Walter hanno ritrovato William Bell nella torre, quest'ultimo si versa da bere del whisky: benché la sceneggiatura sia a "cartone animato", si capisce benissimo che la bottiglia è di scotch MacCutcheon, una peculiarità presente a più riprese nella serie televisiva Lost e legata al personaggio di Desmond Hume.
- Riferimenti: nella scena a cartone animato quando Walter, Peter e William Bell sono sul tetto, vengono attaccati da alcuni "zombie" il che fa riferimento a The Walking Dead
- Riferimenti: Star Trek II - L'ira di Khan e Star Trek III - Alla ricerca di Spock
- Ascolti USA: telespettatori 3.645.000 – share 4%[24]

## 6.02 a.m. EST
- Titolo originale: 6:02 AM EST
- Diretto da: Jeannot Szwarc
- Scritto da: David Wilcox, Josh Singer e Graham Roland

### Trama
I due universi si trovano nuovamente in comunicazione: mentre nell'universo parallelo Walternativo, grazie al suo team, è riuscito a isolare il patrimonio genetico dal sangue del nipote mettendo in funzione la macchina, nell'altro universo proprio il funzionamento autonomo di quest'ultima sta creando catastrofi naturali fuori controllo. Intervenuti sul caso, Walter e Peter capiscono che dietro la misteriosa attivazione della macchina potrebbe esserci una sorta di riflesso dell'altra così, con l'aiuto di Nina, Olivia e la Divisione Fringe, cercano di risolvere la questione.
Nell'universo alternativo anche F-Olivia e la Divisione Fringe notano strani picchi elettromagnetici che portano la giovane mamma da Walternativo, il quale le conferma i suoi sospetti: il piano per distruggere l'altro universo è stato messo in atto. Preoccupata per il piano di Walternativo F-Olivia, supportata da Lincoln, cerca il modo di attraversare l'universo per arrivare a Peter e cercare di portarlo nel suo universo per far ragionare il padre ma, nonostante il piano sembrasse perfetto, qualcosa va storto.
Nell'altro universo intanto, Peter capisce che è lui l'unico mezzo per poter fermare la macchina e così, mentre Olivia è alla ricerca di Sam Weiss, l'unico in grado di poterli aiutare, il ragazzo decide di affrontare la macchina. Pronto anche a morire, Peter si avvicina ma, improvvisamente, la macchina lo respinge catapultandolo al suolo. Corsi in ospedale e raggiunti anche da Olivia, Walter, Broyles ed Astrid vengono messi al corrente dai dottori che nonostante i parametri vitali siano nella norma, il ragazzo non riesce a svegliarsi. Mentre è nella sala d'attesa, Olivia viene raggiunta da Sam il quale le chiede di portarlo in fretta alla macchina.
Nello stesso momento, F-Olivia viene rinchiusa da Walternativo nella cella dove, mesi prima, era stata tenuta la Olivia originale, per tenerla lontana dalla società mentre il suo brutale piano viene messo in atto.
- Ascolti USA: telespettatori 3.325.000 – share 3%[25]

## L'ultimo Sam Weiss
- Titolo originale: The Last Sam Weiss
- Diretto da: Thomas Yatsko
- Scritto da: Monica Owusu-Breen e Alison Schapker

### Trama
Mentre Peter è tenuto in coma, Walter e Olivia cercano di trovare una soluzione per disattivare la macchina: mentre lui, unito ad Astrid, cerca di tracciare una cartina basandosi oltre che sugli eventi di scariche elettriche, termici e radioattivi anche sulla loro frequenza, lei unisce le sue forze con Sam il quale, discendente di una famiglia che per generazioni ha cercato di scrivere al meglio i libri del Primo Popolo, sa che esiste un "piede di porco" in grado di disattivare la macchina. Mentre Walter ha capito che le catastrofi sono il frutto di un campo magnetico instauratosi tra le due macchine e che, quindi, la soluzione è quella di spostare la macchina dove si trova quella dell'altro universo, Olivia trova la chiave e riesce ad aprire la cassetta: all'interno vi è un disegno, simile a quello in cui Peter è all'interno della macchina e, accanto, vi è la chiave per disattivarla: è proprio Olivia. Mostrato il disegno a Walter, l'uomo capisce che Olivia, grazie alla sua telecinesi può disattivare la macchina il tempo necessario per farci entrare Peter e fargli portare a termine il compito. Mentre Olivia, demoralizzata, prova ad allenare la sua capacità mediante la macchina da scrivere usata da F-Olivia, Peter si è risvegliato dal coma e, vigile, ma con evidente perdita di memoria, ha preso un taxi ed è arrivato a New York dove si è poi recato a un negozio di pegni. Messi a conoscenza della sparizione di Peter, Olivia e la sua squadra lo ritrovano poco dopo a Liberty Island dove, in un momento di confusione, il ragazzo pensava di essere nell'altro universo. Messo a conoscenza del disegno e del piano di Walter, Peter si convince quando, dal laboratorio, Olivia riceve la chiamata di Astrid che le comunica che la sua telecinesi funziona. Insieme, i due si recano alla macchina dove, dopo un attimo di esitazione, Olivia riesce a disattivarla, causando problemi anche nell'universo parallelo. Ora è il turno di Peter: preso coraggio e con le immagini della sua vita che scorrono, e del periodo di Olivia accanto a sé, il ragazzo riesce a entrare nella macchina.
Dopo un attimo si risveglia, e la città è in fiamme. Si guarda attorno confuso e scorge una placca commemorativa degli attentati dell'11 settembre datata 11 settembre 2001. Viene quindi riconosciuto e avvicinato da un soccorritore della Divisione Fringe, che lo chiama "agente Bishop" e lo porta in salvo.
- Ascolti USA: telespettatori 3.517.000 – share 4%[26]

## Il giorno in cui siamo morti
- Titolo originale: The Day We Died
- Diretto da: Joe Chappelle
- Scritto da: Akiva Goldsman, J. H. Wyman e Jeff Pinkner (soggetto); Jeff Pinkner e J. H. Wyman (sceneggiatura)

### Trama
Peter ha attivato la macchina, causando la distruzione dell'altro universo. Essendo i due universi indistricabili, quello sopravvissuto soffre ora delle inevitabili conseguenze dell'accaduto: in tutto il mondo iniziano a intensificarsi i punti deboli e ad aprirsi buchi spazio-temporali. Maggio 2026. Olivia e Peter sono sposati; Walter, considerato responsabile degli eventi Fringe che si stanno verificando nel mondo, è stato rinchiuso in carcere. Broyles è ora senatore, mentre Astrid è un'agente Fringe operativa, così come la nipote di Olivia, Ella. Un gruppo terroristico chiamato "Unione dell'Ultimo Giorno", guidato da un certo Moreau, ha lo scopo di colpire i già fragili punti deboli del tessuto dell'universo piazzandovi delle bombe radioattive. In seguito a uno degli attacchi, la Divisione Fringe ha finalmente la fortuna di entrare in possesso di una delle bombe, rimasta inesplosa, e di poterla dunque analizzare in laboratorio. Peter tenta di capirne il funzionamento, ma non riuscendovi, si rende conto di dover chiedere aiuto al padre. Walter viene dunque scarcerato e scopre che è possibile rintracciare il laboratorio dei terroristi grazie alla natura radioattiva delle bombe. Una squadra Fringe si reca sul luogo dove si ritiene possa essere il covo dei terroristi, ma non vi trova nulla; Peter nota per terra una chiave, che riconosce come quella che apre la sua casa di famiglia presso il Lago Reiden. L'uomo si reca da solo alla casa, dove ad aspettarlo c'è Walternativo: è lui ad aver costruito le bombe e a dirigere il gruppo terroristico Unione dell'Ultimo Giorno. Walternativo minaccia Peter di uccidere tutti i suoi cari per renderlo partecipe delle sue sofferenze; Peter prova ad aggredirlo, ma scopre che si tratta di un ologramma. Nel frattempo, Walternativo raggiunge Olivia, e coltala di sorpresa, le spara in testa, uccidendola.
Dopo il funerale, Walter ha un'illuminazione circa gli avvenimenti: capisce di aver mandato lui la macchina nel passato e di averla modificata appositamente perché il Peter del passato potesse vedere il futuro catastrofico del 2026 e facesse quindi una scelta diversa riguardo alla distruzione di uno dei due universi. La coscienza di Peter torna nel momento in cui entrò all'interno della macchina quindici anni prima: fermato il processo, Peter esce dalla macchina, mentre Walternativo e F-Olivia, che è stata convocata per tentare di fermare la macchina, vengono teletrasportati nella stanza dal loro universo. Peter spiega che ha usato la macchina in modo da rendere la stanza un ponte tra i due universi, che non devono distruggersi a vicenda, ma anzi, lavorare insieme per un futuro migliore. Il "Primo Popolo" è formato da coloro che hanno preso parte a questi avvenimenti, evitando l'apocalisse agendo dal futuro. Mentre sta ancora parlando, Peter svanisce nel nulla, mentre i due Walter e le due Olivia proseguono il discorso, senza mostrare sorpresa per la scomparsa di Peter. Poco lontano un Osservatore spiega che, come previsto, Peter è servito al suo scopo; nessuno si ricorderà più di lui poiché non è mai esistito.
- Altri interpreti: Brad Dourif (Moreau), Emily Meade (Ella Dunham)
- Peculiarità: essendo ambientato principalmente nel futuro, la sigla iniziale è nei toni del grigio.
- Ascolti USA: telespettatori 3.400.000 – share 4%[27]